# Municipio de Wittenberg
El municipio de Wittenberg (en inglés, Wittenberg Township) es un municipio del condado de Hutchinson, Dakota del Sur, Estados Unidos. Tiene una población estimada, a mediados de 2021, de 289 habitantes.

## Geografía
Está ubicado en las coordenadas 43°19′16″N 97°42′29″O / 43.32111, -97.70806. Según la Oficina del Censo de los Estados Unidos, tiene una superficie total de 137.44 km², de la cual 137.43 km² corresponden a tierra firme y 0.01 km² son agua.

## Demografía
Según el censo de 2020, en ese momento 286 personas residiendo en la zona. La densidad de población era de 2.08 hab./km². El 97.90 % de los habitantes eran blancos, el 1.05 % eran amerindios, el 0.35 % era asiático y el 0.70% eran de una mezcla de razas. Del total de la población, el 1.05 % eran hispanos o latinos de cualquier raza.